# メトロバレンシア脱線事故
メトロバレンシア脱線事故（メトロバレンシアだっせんじこ）は、2006年7月3日現地時間13時3分(CEST 、UTC+2)、スペイン・バレンシアにあるメトロバレンシアで発生した、速度超過を原因とする列車脱線事故である。この事故により、43人が死亡し、47人が負傷した。

## 経過
2006年7月1日からローマ・カトリック教会の第5回世界家族大会がバレンシアで開催されており、数千人の参加者が集まっていた。メトロバレンシアの1号線は1998年10月に開業した古い路線であり、他路線に比べて旧式で小型の車両が使用されていた。
事故を起こした2両編成の列車は、バレンシア市中心部に近いプラサ・デスパーニャ駅から南のヘスース駅に向かって走行していた。ヘスース駅到着直前にある右カーブに差し掛かった際に脱線し、横転してトンネルの内壁に激突した。最終的に43人が死亡し、47人が負傷した。死亡者のうち1人は妊娠中であり、負傷者のうち10人以上が重傷を負った。スペインの地下鉄道で起こった過去最悪の事故となった。
7月4日のエル・パイス紙は、バレンシアの法医学者は1人を除いてすべての犠牲者の身元を特定したとしている。犠牲者のうち21人はトレント在住であり、バレンシアから7kmの距離にあるトレントはこの列車の終着地だった。5人はバレンシア市内在住であり、2人はバレンシア近郊のパイポルタ在住だった。スペイン人の他に、アルゼンチン、ブルガリア、コロンビア、パラグアイ、ベネズエラ国籍の犠牲者もいた。
脱線の原因はすぐには明らかにされなかったが、脱線した列車のブラックボックスを調査したところ、40 km/hで通過するはずのポイントを80 km/hで通過していたことが明らかとなった。運転士はこの事故で死亡したが、事故の直前に運転士が発作を起こした可能性や、車輪に損傷があった可能性が指摘されている。
2002年から2012年上半期の間に、メトロバレンシアでは計83件の重大事故（インシデント）が発生しており、この事故を含めて計56人が犠牲となった。

## 反応
当時のホセ・ルイス・ロドリゲス・サパテロ首相はインド訪問を短縮した。フアン・カルロス1世国王は悔みの言葉を述べた。欧州議会は犠牲者のために1分間の黙祷をささげた。7月4日、サパテロ首相とフアン・カルロス1世国王がバレンシア大聖堂で行われた葬儀に参列した。7月8日、世界家族大会の迎賓としてバレンシアを訪問予定だったベネディクト16世は、哀悼の意を表し、事故現場であるヘスース駅で犠牲者のために祈った。

### メディアでの報道
- 30 killed in Spain subway crash CNN, 2006年7月3日
- Train crash kills 35 in Valencia BBCニュース
- （スペイン語） Al menos 30 muertos por el descarrilamiento de un vagón del metro en Valencia 20 minutos紙
- （スペイン語） Some images El Mundo紙
- （スペイン語） A video El Mundo紙
- In Pictures: Valencia train crash BBCニュース

### 現地の地図
- View of Jesús Station and surrounding area Google Maps
- Map of Valencia Metro バレンシアメトロ

### 映像
- Los olvidados - Salvados, La Sexta